# Cyrtandra villosissima
Cyrtandra villosissima är en tvåhjärtbladig växtart som beskrevs av Elmer Drew Merrill. Cyrtandra villosissima ingår i släktet Cyrtandra och familjen Gesneriaceae. Inga underarter finns listade i Catalogue of Life.